# Ahmet Ertegün
Ahmet Ertegün (Istambul, 31 de julho de 1923 — Nova Iorque, 14 de dezembro de 2006) foi um Empresário turco-americano, compositor, executivo de gravadoras e filantropo.

## Biografia
Ertegun foi o co-fundador e presidente da Atlantic Records. Ele descobriu e defendeu muitos dos principais músicos de rhythm and blues e rock. Ertegun também escreveu blues clássico e canções pop. Ele atuou como presidente do Rock and Roll Hall of Fame and Museum, localizado em Cleveland, Ohio. Ertegun foi descrito como "uma das figuras mais importantes da indústria fonográfica moderna".  Em 2017, o Rhythm and Blues Music Hall of Fame deu seu reconhecimento a Ertegun pelo trabalho no mundo da música.
Ertegun ajudou a fomentar os laços entre os EUA e a Turquia, sua terra natal. Ele serviu como presidente da American Turkish Society por mais de 20 anos até sua morte. Ele também co-fundou o time de futebol New York Cosmos da North American Soccer League original.